# Lum Jo
Lam Jo (林祖, 1910-2012) est une des dernières figures du hung gar. Il n’enseigne plus depuis 1985. Il est également connu sous le nom de Lam Kwoon Kau.
Il est né en 1910 dans le village de Ping Moi, dans la province du Guangdong. Ses parents sont morts alors qu’il était encore très jeune. C'est après cette épreuve qu’il a été adopté par Lam Sai Wing.
Il a appris de son père adoptif à la fois le kung fu, dès l'âge de six ans, et la médecine. Il est rapidement devenu un personnage respecté et a ouvert son école à seize ans. Comme il refusait de coopérer avec les Japonais pendant la guerre, son école fut brûlée. Il continua d’enseigner le hung gar en secret. Il ouvrit une clinique où il soigna aussi bien les riches que les pauvres.
C’est à lui que l’on doit la forme à deux du tigre et de la grue. Il a eu de nombreux élèves, mais les plus réputés sont, outre ses 2 fils, Bucksam Kong et Y.C.Wong (qui le considère comme son oncle). Un documentaire sur sa vie a été tourné en 2006 avec lui par l'association "perleetdragons" en association avec Maître Y.C.Wong.
Il meurt le 29 mars 2012.